# نور الزيني
نور الزيني، ناشطة وكاتبة، لها مقالات باللغة العربية والإنجليزية، وهي تعمل على تطوير الموارد البشرية والعمل التطوعي في مجالات دعم المرأة وتسليط الضوء على دورها اقتصادياً  ودعم الشباب وتنميتة والرياضة للمرأة.. ولها بعد أن تخرجت من كلية تجارة عين شمس بدأت بدراسة الإعلام للحصول على درجة الماجستير في الإذاعة والتليفزيون من كلية الإعلام بجامعة القاهرة.
بعد إنهائها للدراسة سافرت إلى كندا وعملت في بنك مونتريال وشركات استشارية. وبعد عودتها إلى مصر شغلت عدة مناصب منها استشاري في شركة أرثر أندرسون للمحاسبة والمراجعة، ثم المدير الإقليمي للاتصالات والمشروعات لمنطقة الشرق الأوسط وشمال أفريقيا بشبكة راديو وتليفزيون العرب ART حتى توليت منصب مدير عام الاتصال المؤسسي في بنك قناة السويس. بجانب عملها إلتحقت بالتدريس في الجامعة الأمريكية في عام 2005.
قامت بتأسيس منتدى الموارد البشرية في يونيو 2015، وهي أيضاً عضوة في جمعية سيدات أعمال مصر، وعضوة في UN WOMEN منذ 13 مايو 2015، تم تكريمها في 2016 اختيرت نور الزيني ضمن الشخصيات الأكثر تاثيراً في مصر والوطن العربي ومنحها الدكتوراة المصغرة الفخرية من أكاديمية كامبرديج في الأدب الإنساني.
1. ↑  يوم المرأة المصرية وحلم التمكين الاقتصادى (اليوم السابع) 21 مارس 2015 نسخة محفوظة 13 أغسطس 2016 على موقع واي باك مشين.
2. ↑  WOMEN EQUALITY: WHAT IS SPECIAL ABOUT HAVING A FEMALE CEO? ~ SHORTLISTED AWARD WINNER (HR Revolution Middle East Magazine) 16 November 2016 نسخة محفوظة 09 أكتوبر 2016 على موقع واي باك مشين.
3. ↑  نور الزيني: لابد من عمل أبحاث جديدة تعكس واقع المرأة المصرية (مصراوي) الأربعاء، 18 فبراير، 2015 نسخة محفوظة 15 سبتمبر 2016 على موقع واي باك مشين.
4. ↑  مؤسسة المرأة والذاكرة (نور الزيني) نسخة محفوظة 11 مارس 2018 على موقع واي باك مشين.
5. ↑  مقابلة شخصية مع أ / نور الزيني – مؤسسة منتدى الموارد البشرية (ثورة الموارد البشرية) 10 مارس 2016 نسخة محفوظة 13 يونيو 2017 على موقع واي باك مشين.
6. ↑  Nour Elzeny UN Women 2015[وصلة مكسورة] "نسخة مؤرشفة". مؤرشف من الأصل في 2020-04-26. اطلع عليه بتاريخ 2020-09-27.{{استشهاد ويب}}:  صيانة الاستشهاد: BOT: original URL status unknown (link)
7. ↑  اختيار نور الزيني ضمن الشخصيات الأكثر تأثيرا في مصر والوطن العربي (مصراوي) 7 أغسطس 2016 نسخة محفوظة 15 سبتمبر 2016 على موقع واي باك مشين.